# 周月翔
周月翔，為香港新聞從業員，曾任now寬頻電視首席記者，現為香港地球之友高級環境事務主任。

## 資歷
周月翔畢業於香港中文大學政治與公共行政學系後加入無綫電視新聞及資訊部任職外電記者至2005年，向無綫新聞請辭到當時now寬頻電視正籌備中的now財經台任港聞記者及開國功臣，及後已升任港聞組首席記者。

## 重點新聞報道
- 2007年中旬周月翔升任高級記者後，她開始被派至世界各地報道新聞，如：新加坡、台北、北京等。
- 2008年1月中旬，中國發生百年一遇的雪災，周月翔連同同台幾名記者被派至湖南等地報道最新雪災災情及破壞情況，如：道路破壞、房屋倒塌等。
- 2008年3月西藏發生騷亂事件，當時正在西藏拉薩採訪的周月翔連同約十名同為來自香港的記者均被公安聲趕離西藏。
- 2008年5月12日，四川汶川發生八級大地震，受災地區甚廣，時任駐北京記者的周月翔亦連同同台近十名記者分別被派到汶川、成都、貴州等地報道最新災情。
- 2008年7月20日，在北京採訪京奧相關新聞的周月翔在採訪一名居於北京老衚衕的老婆婆時被公安無理中止採訪並且帶走。
- 2008年7月中旬，now新聞台為迎接京奧來臨而增加的採訪量而成立「京奧採訪組」，周月翔任組長。
- 2008年7月24日周月翔及攝影師楊楚文採訪北京市民購買京奧門票時的混亂時，被公安中止採訪之餘更被無理押上公安車一段時間和要求採訪隊交出錄影片段，幸好同台記者陳偉利及亞視新聞記者陳興昌到場與公安理論一番後，公安才肯放人。連同7月20日的事件，now新聞台於7月24日晚上發表聲明表示對北京政府未能兌現保證記者有採訪自由的承諾感到失望及嚴重抗議。
- 2008年8月4日，當時now新聞台包括周月翔有約五名記者在北京採訪京奧新聞，新疆喀什於當日發生襲擊事件後，周月翔及同台另一在京記者黃嘉瑜即時趕到新疆報道最新消息。
- 2008年9月25日神舟七號升空，前兩天至升空後周月翔於酒泉進行採訪。
- 另外，當中國、美國等國家領導人外訪或到訪中國，周月翔或同台部分記者都會被派出跟隨被訪目標報道最新消息。

## 外部連結
- now寬頻電視檔案[]
- now寬頻電視新聞